# Nikki Sixx
Nikki Sixx (nacido con el nombre de Frank Carlton Serafino Feranna, Jr.; San José, California; 11 de diciembre de 1958) es un bajista estadounidense y el principal escritor de canciones de la banda de glam metal Mötley Crüe. También ha tocado con la banda de glam metal London, la banda  experimental, 58 y la banda de speed metal Brides of Destruction. Actualmente, sigue activo en la banda Mötley Crüe. 
Participó con Tommy Lee en el vídeo "Back For More" de Ratt, vestidos de policías.

## Biografía

### Infancia
Nikki Sixx nació el 11 de diciembre de 1958 con el nombre de Frank Carlton Serafino Feranna Jr. en San José, California. Más tarde su nombre fue cambiado a Nikki Sixx ya que rechazaba el nombre de su padre Italiano de Toscana. Vivió con su madre soltera, Deana Richards y su abusivo novio, después de que su padre abandonara a la familia. Cuando tenía seis años, él y su madre fueron a vivir a México por un tiempo, después mudándose a Twin Falls, Idaho, con sus abuelos. La familia se mudó varias veces más: primero a El Paso, Texas, luego a Anthony, Nuevo México, de regreso a El Paso y de nuevo a Twin Falls.
Cabe resaltar que su madre lo mandaba a vivir con sus abuelos cada vez que cambiaba de novio, hasta que cuando quiso hablar con Nikki, él le dijo que no quería regresar con ella, que se iba a quedar con su abuela, aunque su madre dice que fue un complot de su familia en su contra para quitarle a Nikki.

### Mötley Crüe
En 1980, Sixx había ideado un plan para crear el mejor grupo musical de la nueva década. Encontró que el guitarrista Mick Mars, el baterista Tommy Lee y el vocalista Vince Neil compartían esta visión. La banda Mötley Crüe ganó popularidad rápidamente en el área de Sunset Strip en Los Ángeles, aunque al principio ninguna discográfica los quería debido a sus erráticas actuaciones en el escenario. Por esta razón decidieron lanzar "Too Fast For Love", su álbum debut, en noviembre de 1981 bajo Leathür Records, su propia discográfica. Después de firmar un contrato con Elektra Records, relanzaron su álbum Too Fast For Love. La banda después grabó y lanzó el álbum Shout At The Devil en 1983, llevándolos a la fama nacional.
Al igual que sus compañeros, Sixx se aprovechó del exceso permitido por el rock n' roll, rebasando a sus compañeros en abuso de alcohol, cocaína y heroína. Sixx ha dicho en varias ocasiones que usaba su cuerpo como un juego de química humano, mezclando cantidades excesivas de drogas frecuentemente para experimentar diferentes intoxicaciones por droga. El 14 de febrero de 1986, durante un viaje a Londres, Sixx sufrió una sobredosis en la casa de un vendedor de drogas. El traficante lo tiró en un contenedor de basura dándolo por muerto, tras haber intentado parar las convulsiones y despertarlo golpeándolo con un bate de béisbol. Este incidente inspiró el verso "Valentine's in London, found me in the trash" ("San Valentín en Londres, me encontré en la basura") de la canción Dancing on Glass. La noche del 23 de diciembre del mismo 1987, Sixx sufrió otra sobredosis en la habitación de hotel de su amigo Slash. El famoso guitarrista y su novia llamaron a una ambulancia, fue declarado muerto camino al hospital y permaneció en ese estado unos cinco minutos para después ser reanimado por dos inyecciones de adrenalina en el corazón administradas por el personal sanitario del hospital donde fue ingresado. Este incidente inspiró a Sixx a escribir la canción Kickstart my Heart.
Después de sufrir esta sobredosis, y presionados por su representante, él y sus compañeros decidieron rehabilitarse para alcanzar la sobriedad. Fue entonces cuando la banda logró su mayor éxito, con el álbum Dr. Feelgood, en 1989, producido por Bob Rock. Cuando Mötley Crüe se reunió al final del 2004, Sixx se declaró sobrio. Es conocido por ser una de las estrellas de rock más excesivas que han sobrevivido y goza de un estado "legendario" entre críticos de música. Mientras que Mötley Crüe ha sido criticado fuertemente por la prensa debido a sus excesos, Sixx es mencionado frecuentemente junto a otros legendarios roqueros que viven la "vida rápida", como Lemmy Kilmister y Ozzy Osbourne.
Siendo el cerebro y la principal influencia creativa de la banda durante los años 80, Nikki escribió la mayor parte del material de Mötley Crüe. Esto es cierto especialmente durante los primeros años de la banda, ya que Tommy Lee y Mick Mars apenas comenzaban a desarrollarse como compositores. Nikki escribió clásicos de la banda como Live Wire, Home Sweet Home, Girls, Girls, Girls, Kickstart My Heart y Dr. Feelgood. Sus canciones se distinguen por un sonido fuerte y duro, como resultado de la afinación "baja" de los instrumentos de Nikki y Mick, y también por sus ritmos rápidos, casi al estilo punk. El primer álbum que grabaron con John Corabi marcó un cambio en su sonido clásico de los 80 hacia algo más alternativo y experimental, similar al estilo de Alice in Chains y el movimiento del rock alternativo al principio de los años 1990. Con una década nueva vinieron tareas de composición nuevas para la banda, con todos los miembros contribuyendo material a los álbumes. Muchos fanes y críticos musicales creen que esta es la razón por la que el sonido de la banda cambió tanto. Posterior a ello, se reunieron los miembros originales para grabar el que sería su disco más experimental hasta la fecha, "Generation Swine", en el que prueban un sonido industrial y hasta electrónico para regresar con "New Tatoo" a su sonido más alegre y finalmente evolucionar hacia el álbum titulado "Saints of Los Angeles".
En 2006, Mötley Crüe terminó un tour de reunión con los cuatro miembros originales. Tras su culminación, declararon estar preparando material para un álbum en 2007. Mötley Crüe también participó en un tour con Slipknot, llamado "The Route of All Evil" ("La Ruta de Todo el Mal"). Finalmente, no sería hasta junio de 2008 cuando saldría a la venta el nuevo álbum de la banda, titulado Saints of Los Angeles e inspirado en las historias que recoge la autobiografía de la banda, titulada The Dirt.

### Bajos y equipo
Nikki Sixx usualmente usa el modelo Gibson Thunderbird Reverse Bass e incluso tuvo su propia línea de bajos, llamada Gibson Nikki Sixx Signature Blackbird, la cual fue descontinuada en 2003. Se inspiró a usar el Gibson Thunderbird por Pete "Overend" Watts de Mott the Hoople y John Entwistle de The Who. Previamente, era patrocinado por B.C. Rich y usaba bajos Mockingbird & Warlock, los cuales se pueden ver en los videos de "Live Wire" y "Looks That Kill". Cuando Gibson no producía los Thunderbird con sus especificaciones, Hamer hacía bajos al estilo Thunderbird para él. Aparentemente, los Thunderbirds de mediados de los años 70 tenían el sonido que él trataba de imitar con los modelos Hamer.
Durante los años 1990, Nikki comenzó a usar bajos de 12 cuerdas y también utiliza en alguna ocasión el Ephiphone Thunderbird fabricado en Japón por Hiroshigi Kids Guitar Company; de este modelo se fabricaron menos de 30. Nikki es dueño de por lo menos cinco de ellos. También usó bajos de cinco cuerdas de Ernie Ball Music Man.
Ha utilizado bajos Fender Precision y cuando es visto rompiendo un bajo al terminar una actuación, generalmente son Precision. Durante los años 1990 comenzó a utilizar bajos Gibson Thunderbird Non-Reverse. También decidió utilizar amplificadores Ampeg, pero ahora utiliza Basson.
Actualmente usa bajos Schecter, modelo Sixx.

## Vida personal
Por un tiempo, Sixx estuvo comprometido con Denise Matthews, también conocida como Vanity, vocalista del grupo Vanity 6, pero la pareja nunca se casó. En mayo de 1989 contrajo matrimonio con la Playmate Brandi Brandt, con quien tuvo tres hijos: Gunner, Decker y Storm. Gunner es un "poeta" según Sixx en varias entrevistas. En diciembre de 1996, Sixx se casó con la actriz y Playmate Donna D’Errico y tuvieron una hija juntos: Frankie Jean. La pareja se divorció el 27 de abril de 2007; D'Errico pidió el divorcio por diferencias irreconciliables. Fue pareja de la famosa tatuadora Kat Von D y actualmente está casado con Courtney Erica Bingham con la cual tiene una hija; Ruby Sixx.

## Otros trabajos
En 1991, Sixx tocó el bajo en la canción "Feed My Frankenstein" en el álbum Hey Stoopid de Alice Cooper, y también es coautor de la canción "Die For You" junto a Alice Cooper y Mick Mars, quien toca la guitarra en esta canción.
Como proyecto alterno a Mötley Crüe, Sixx crea la banda 58 y en el año 2000 presenta su álbum debut "Diet for a New America", con Dave Darling tocando la guitarra, junto a Samoth de Emperor en la guitarra y Zack Purnell de Kix en la batería. El primer sencillo del álbum fue "Piece of Candy", con un video animado que solo estuvo disponible en Internet.
Nikki Sixx formó además una banda llamada Brides of Destruction con Tracii Guns de L.A. Guns. Sixx también escribió la canción "Rest In Pieces" para Drowning Pool. Había planeado producir su segundo álbum, pero el vocalista Dave Williams murió y Sixx no supo qué hacer con la canción. Luego, se la dio al grupo Saliva después de conocer a su vocalista Josey Scott.
En 2006 fue uno de los compositores del esperado álbum de Meat Loaf Bat out of Hell III: The Monster Is Loose.
También lanzó una línea de ropa con imágenes de sus tatuajes en las prendas. Algunas de las imágenes en la prendas fueron diseñadas por su exnovia, Kat Von D.
Nikki Sixx lanzó un libro en 2007 titulado "The Heroin Diaries: A Year in the Life of a Shattered Rock Star", que habla de su vida durante el período de adicción a la heroína. En complemento a este libro grabó un disco titulado "The Heroin Diaries Soundtrack" junto a Mark Chavez y James Michael, bajo el nombre de Sixx:A.M., donde destaca la canción "Life is Beautiful".
Sixx también trabajó con la cantante noruega de rock Marion Raven en 2005 para el álbum debut de la cantautora "Here I Am", colaborando con ella en las letras de dos canciones, "Heads Will Roll" y "Surfing the Sun", haciendo dos versiones de la primera canción ya mencionada, una para "Here I Am" (2005) y otra para el EP "Heads Will Roll". En 2006 dicha versión también se incluyó en el álbum de Raven "Set Me Free", lanzado en 2007.
Junto con Big & Rich (John Rich y Big Kenny Alphin) y James Otto, Sixx escribió la canción "Ain't Gonna Stop" para el álbum "Sunset Man", lanzado en 2008, a través de la discográfica Warner Bros./Raybaw Records.
En 2009, un día antes del final de la octava temporada de American Idol, Sixx tocó el bajo junto a la ganadora Carrie Underwood, cuando ésta cantó la versión de "Home Sweet Home" de Mötley Crüe, escrita por Nikki Sixx.